# Burlington House (New York)
Het Burlington House, ook bekend als het Alliance Capital Building, is een wolkenkrabber in New York. Het gebouw staat op 1345 6th Avenue en werd in 1969 opgeleverd.

## Ontwerp
Het Burlington House is 190,5 meter hoog en telt 50 verdiepingen. Het is door Emery Roth & Sons in de Internationale Stijl ontworpen en heeft een oppervlakte van 176.516 vierkante meter.
Het Burlington House is gebouwd van staal en staat in de buurt van onder andere het CitySpire Center, de Carnegie Hall Tower en het AXA Center.